# Криворожский трамвай
Криворожский трамвай (укр. Криворiзький трамвай) — трамвайная система электрического типа в городе Кривой Рог Днепропетровской области Украины.

## История
Строительство первой трамвайной линии было закончено к концу 1934 года, а 1 января 1935 года на данной линии было начато регулярное движение трамваев. Поначалу на линии работало 2 трамвайных вагона, их обеспечивало предприятие «Трамэлектро». К концу 1935 года открылось регулярное движение трамваев от улицы Ленина до Соцгорода через проспект Металлургов. К 1939 году протяжённость трамвайных линий достигла 22 км, было построено депо.
Во время Великой Отечественной войны ценное оборудование и трамвайные вагоны были эвакуированы в Ташкент.
1 мая 1946 года по восстановленному маршруту пошёл первый послевоенный трамвай. В июне 1947 года приобретено 5 моторных и 5 прицепных двухосных вагонов из наличия московского трамвая.
«Трамэлектро» было переименовано в трамвайное управление. Строились двухпутные линии и вторые пути на существующих маршрутах. Из Днепропетровска было прислано 10 трамвайных вагонов. Все строительные работы выполнялись трестом «Криворожиндустрой». Наибольшие успехи в развитии и становлении трамвая, приходятся на конец 1980-х годов, в 1990 году насчитывалось 153 трамвайных вагона. Количество трамвайных маршрутов достигло 20, а их протяжённость 420,6 км. За сутки трамваем в среднем перевозилось 126 тысяч пассажиров.
В годы становления Украины выпуск подвижного состава на линию сократился на 43 %. В 2003 году в связи со значительной убыточностью было закрыто три трамвайных маршрута № 18, 19, 20. На средства городского бюджета была проведена реконструкция трамвайного пути.
В 2013 году коммунальное предприятие «Городской трамвай» объединено с коммунальным предприятием «Скоростной трамвай».

## Характеристика

### Маршруты
- Украинская ул. — Пивзавод (в час пик)
- пл. Домностроителей — Буковинская ул.
- Буковинская ул. — Акционерная ул. (пиковый, в рабочие дни)
- ЮГОК — Буковинская ул. (в час пик)
- пл. Домностроителей — ЮГОК
- Обогатительная ул. — Буковинская ул. (в час пик)
- пл. Домностроителей — Обогатительная ул.
- Обогатительная ул. — ЮГОК (пиковый, в рабочие дни)
- ул. Акционерная - пл. Домностроителей
- ул. Героев АТО — ЮГОК (пиковый час)
- ул. Героев АТО — Обогатительная ул. (пиковый час)
- ул. Героев АТО — ул. Акционерная (пиковый час)
- ст. «Кривой Рог-Главный» — ул. Героев АТО
- ст. «Кривой Рог-Главный» — Буковинская ул..
- ст. «Кривой Рог-Главный» — ЮГОК.
- ст. «Кривой Рог-Главный» — Обогатительная ул..

#### Отменённые маршруты
●  КМК — Суриковый завод (в час пик)
- Буковинская ул. — Пивзавод
- Украинская ул. — ул. Героев АТО
- Кольцо КМК — Буковинская ул.
- пл. Домностроителей — ст. «Кривой Рог-Главный»
- ул. Димитрова — Трампарк
- Украинская ул. — Кольцо КМК

### Подвижной состав
Список подвижного состава на 1 марта 2013 года:
- КТМ-5 — 52
- 71-608К — 3
- 71-608КМ — 13
- К-1 — 7

### Оплата
С 16 декабря 2016 года стоимость проезда составляла 2,5 грн (полный) и 1,25 грн (льготный).
С 1 мая 2021 года проезд стал бесплатным для всех жителей города по «Карте криворожанина», а с 27 апреля 2022 года — и для гостей города.